# Ferradura del Japó
La ferradura del Japó (Rhinolophus nippon) és una espècie de ratpenat de la família dels rinolòfids. Fins al 2003 fou classificada com a subespècie de la ferradura grossa (R. ferrumequinum). El seu nom específic, nippon, es refereix al Japó, on en fou descobert l'holotip.

## Morfologia
És aproximadament igual de grossa que la ferradura grossa, amb una llargada de cap a gropa de 55-79 mm, la cua de 25-44 mm i avantbraços de 49-64 mm. Les potes del darrere fan 10-14 mm i les orelles 18-29 mm. En general, els mascles són més grossos que les femelles. A diferència de la ferradura grossa, té les tíbies de més de 25 mm i el pelatge un xic més fosc. El pelatge dorsal pot ser marró, marró grisenc o marró clar, amb matisos rojos més o menys conspicus. De vegades, els individus del Japó són de color marró taronjós fosc, cosa que també podria ser un morf estacional. El pelatge ventral és marró daurat. La fulla nasal es compon d'una petita base amb forma de ferradura i diversos apèndixs, on el lòbul superior és més o menys triangular. Són habituals un o tres plecs al llavi inferior. Els exteriors poden ser poc visibles. El patagi és marró grisenc. El nombre de cromosomes diploide és 58 (2n=58). Es preveu que nous estudis aclareixin les diferències cranials entre la ferradura del Japó i la ferradura grossa.